# Данфи, Эван
Эван Данфи (англ. Evan Dunfee; род. 28 сентября 1990, Ричмонд, Британская Колумбия) — канадский легкоатлет, специализирующийся в спортивной ходьбе. Чемпион Панамериканских игр на дистанции 20 км (2015). Бронзовый призёр летних Олимпийских игр 2020 года. Шестикратный чемпион Канады.

## Биография
Вырос в спортивной семье: отец Эвана, Дон Данфи, был пловцом, а мама Карен выступала в прыжках в воду. В лёгкую атлетику пришёл в 10 лет и почти сразу стал заниматься спортивной ходьбой, выиграв заход на 800 метров в своих первых же соревнованиях.
За национальную сборную дебютировал в 2006 году. Выступал на юношеских и юниорских чемпионатах мира, где был далёк от призовых мест. Завоевал бронзовую медаль в командном первенстве на дистанции 20 км на Универсиаде в Казани.
Первого крупного успеха добился в 2014 году, когда на Кубке мира по ходьбе занял 11-е место в ходьбе на 20 км с новым национальным рекордом — 1:20.13.
В 2015 году у себя на родине выиграл Панамериканские игры, опередив соотечественника Иньяки Гомеса более чем на минуту. На чемпионате мира в Пекине выступал на двух дистанциях, 20 и 50 км, оба раз став 12-м в итоговом протоколе.
Стал серебряным призёром командного чемпионата мира по ходьбе 2016 года в составе сборной Канады (в личном первенстве финишировал 16-м).
Вновь вышел на старт двух дистанций на своих дебютных Олимпийских играх в Рио-де-Жанейро. В ходьбе на 20 км финишировал 10-м (1:20.49). На 50-километровой дистанции на заключительном отрезке боролся за бронзовую медаль с японцем Хирооки Араи. В какой-то момент соперник толкнул Эвана, из-за чего тот потерял равновесие и пропустил рывок оппонента. Араи смог финишировать третьим, но был дисквалифицирован за эпизод с Данфи. Однако после апелляции японской команды результаты были возвращены к изначальному виду, и канадец остался на четвёртом месте с национальным рекордом 3:41.38. Сам Эван после финиша признал, что их столкновение с Араи не было решающим в борьбе за подиум.
В ночь на 29 сентября 2019 года Эван в Дохе стал бронзовым призёром чемпионата мира в ходьбе на дистанции 50 километров, показав результат — 4:05:02 и уступив победителю 42 секунды.
Окончил Университет Британской Колумбии со степенью бакалавра в области кинезиологии.

### Борьба с допингом
В мире лёгкой атлетики Данфи получил широкую известность как непримиримый борец с допингом.
В начале 2015 года на основе данных различных интернет-ресурсов (итальянский портал о спортивной ходьбе Marcia dal Mondo, российская социальная сеть «ВКонтакте», официальный сайт Центра олимпийской подготовки Республики Мордовия) Данфи провёл расследование, по результатам которого сделал вывод о том, что российские ходоки Елена Лашманова, Екатерина Медведева и Сергей Бакулин выступали в конце декабря 2014 года на официальных соревнованиях, несмотря на действующую дисквалификацию за употребление допинга, что запрещено правилами. Данный факт подтвердило руководство Всероссийской федерации лёгкой атлетики. В ИААФ было начато разбирательство в отношении спортсменов, которое не привело к пересмотру сроков их дисквалификации: в ноябре 2015 года необходимость в дополнительном наказании стала меньше, поскольку российская сборная была бессрочно отстранена от международных соревнований в полном составе.

## Основные результаты
| Год  | Турнир                                  | Место проведения                 | Дисциплина      | Место | Результат |
| ---- | --------------------------------------- | -------------------------------- | --------------- | ----- | --------- |
| 2007 | Чемпионат мира среди юношей             | Острава, Чехия                   | ходьба 10 000 м | 23-е  | 47.40,86  |
| 2008 | Чемпионат мира среди юниоров            | Быдгощ, Польша                   | ходьба 10 000 м | 10-е  | 42.56,82  |
| 2009 | Панамериканский чемпионат среди юниоров | Порт-оф-Спейн, Тринидад и Тобаго | ходьба 10 000 м | 6-е   | 43.27,04  |
| 2010 | Кубок мира по ходьбе                    | Чиуауа, Мексика                  | ходьба 20 км    | —     | DNF       |
| 2010 | Игры Содружества                        | Дели, Индия                      | ходьба 20 км    | 6-е   | 1:28.13   |
| 2011 | Универсиада                             | Шэньчжэнь, Китай                 | ходьба 20 км    | 13-е  | 1:29.13   |
| 2012 | Кубок мира по ходьбе                    | Саранск, Россия                  | ходьба 20 км    | —     | DNF       |
| 2013 | Универсиада                             | Казань, Россия                   | ходьба 20 км    | 21-е  | 1:31.07   |
| 2013 | Чемпионат мира                          | Москва, Россия                   | ходьба 50 км    | 36-е  | 3:59.28   |
| 2014 | Кубок мира по ходьбе                    | Тайцан, Китай                    | ходьба 20 км    | 11-е  | 1:20.13   |
| 2015 | Панамериканские игры                    | Торонто, Канада                  | ходьба 20 км    | 1-е   | 1:23.06   |
| 2015 | Чемпионат мира                          | Пекин, Китай                     | ходьба 20 км    | 12-е  | 1:21.48   |
| 2015 | Чемпионат мира                          | Пекин, Китай                     | ходьба 50 км    | 12-е  | 3:49.56   |
| 2016 | Командный чемпионат мира по ходьбе      | Рим, Италия                      | ходьба 20 км    | 16-е  | 1:21.26   |
| 2016 | Олимпийские игры                        | Рио-де-Жанейро, Бразилия         | ходьба 20 км    | 10-е  | 1:20.49   |
| 2016 | Олимпийские игры                        | Рио-де-Жанейро, Бразилия         | ходьба 50 км    | 4-е   | 3:41.38   |
| 2017 | Чемпионат мира                          | Лондон, Великобритания           | ходьба 50 км    | 15-е  | 3:47.36   |
| 2018 | Игры Содружества                        | Голд-Кост, Австралия             | ходьба 20 км    | 8-е   | 1:23.26   |
| 2018 | Командный чемпионат мира по ходьбе      | Тайцан, Китай                    | ходьба 50 км    | 12-е  | 3:50.18   |